# Kornei Txukovski
Kornei Txukovski (rus: Корней Чуковский)  (Sant Petersburg, 19 de març de 1882 (Julià) - Moscou, 28 d'octubre de 1969), nom complet amb patronímic Kornei Ivànovitx Txukovski, rus: Корне́й Ива́нович Чуко́вский, pseudònim de Nikolai Vassílievitx Korneitxukov, rus: Никола́й Васи́льевич Корнейчуко́в, fou un poeta, assagista, crític literari, traductor, periodista i escriptor de literatura infantil rus i soviètic, pare dels també escriptors Nikolai Txukovski i Lídia Txukóvskaia. Els seus ritmes enganxosos, rimes inventives i personatges absurds han convidat a comparacions amb l'autor de literatura infantil estatunidenc Dr. Seuss. Els versos de Txukovski, com ara Tarakànisxe (rus: Тараканище, "La gran panerola"), Krokodil (rus: Крокодил, "El cocodril"), Telefon (rus: Телефон, "Telèfon") o Moidodir (rus: Мойдодыр, "Renta fins a forats"), han estat els favorits de moltes generacions de nens russòfons. Les línies dels seus poemes, en particular Telefon, s'han convertit en eslògans universals en els mitjans de comunicació russos i la conversa diària. Va adaptar les històries del Doctor Dolittle un poema rus de longitud del llibre titulat Dóktor Aibolit ("Doctor Aiquinmal"), i traduí una part substancial del cànon Mama Oca al rus com a Anglískie naródnie péssenki (rus: Английские народные песенки; anglès: 'English Folk Rhymes').

## Primers anys
Nascut Nikolai Vassílievitx Korneitxukov (rus: Никола́й Васильевич Корнейчуко́в), des de l'inici de la seva activitat literària va utilitzar el pseudònim "Kornei Txukovski", que més tard es va unir al patronímic fictici "Ivànovitx". Després de la revolució, la combinació de "Kornei Ivànovitx Txukovski" fou el seu veritable nom, patronímic i cognom.
Era fill il·legítim de Iekaterina Óssipovna Korneitxukova (una camperola de la regió ucraïnesa de Poltava) i Emmanuïl Solomónovitx Levenson, un home d'una rica família jueva (el seu net legítim fou el matemàtic Vladímir Rokhlin). La seva llengua materna era l'ucraïnès, i de fet traduí al rus diversos textos de diversos poetes ucraïnesos (col·lecció "Molodà Ukraïna", "La jove Ucraïna"), compilà diverses publicacions de traduccions russes de Taràs Xevtxenko i fou autor de l'assaig "Xevtxenko" (1911).
La família de Levenson no va permetre el seu matrimoni amb Korneitxukova i la parella finalment es va veure obligada a separar-se. Korneitxukova es va traslladar a Odessa amb els seus dos fills, Nikolai i la seva germana Marússia. Levenson els va donar suport econòmic durant algun temps, fins que al seu matrimoni amb una altra dona. Nikolai va estudiar al gymnasium d'Odessa, on un dels seus companys de classe fou Vladímir Zeev Jabotinski. Més tard, Nikolai va ser expulsat del gimnàs pel seu "baix origen" (un eufemisme referent a la seva il·legitimitat). Va obtenir els seus diplomes d'escola secundària i d'universitat per correspondència.
Va aprendre anglès pel seu compte i, de 1903 a 1905, va treballar com a corresponsal a Londres per al diari Odésskie nóvosti ("Notícies d'Odessa), tot i que va passar la major part del seu temps a la Biblioteca Britànica en lloc de la galeria de premsa al Parlament. De tornada a Rússia, Txukovski va començar la traducció d'obres en anglès, en particular Walt Whitman, i va publicar diverses anàlisis d'autors europeus contemporanis, fet que li va posar en contacte amb les principals personalitats de la literatura russa del moment i li va assegurar l'amistat d'Aleksandr Blok. L'anglès parlat de Txukovski no era gaire comprensible per als anglesos, perquè l'havia après a parlar a través de la lectura i, atesa la diferència entre l'anglès parlat i l'escrit, pronunciava les paraules en anglès d'una manera clarament estranya. La seva influència en la societat literària russa de la dècada del 1890 queda immortalitzada pels versos satírics de Saixa Txorni, incloent Kornei Belinski (en al·lusió al famós crític Vissarion Belinski). Més tard va publicar diversos títols literaris notables, entre ells Des de Txékhov fins als nostres dies (rus: От Чехова до наших дней, Ot Txékhova do nàixikh dnei, 1908), Contes crítiques (rus: Критические рассказы, Kritítxeskie rasskazi, 1911) i Les cares i les màscares (rus: Лица и маски, Litsa i maski, 1914). El 1905 va fundar, també sota la influència de la Revolució Russa de 1905, una revista satírica anomenada El senyal (rus: Сигнал, Signal, 1905-1906), en la qual es publicaren, entre d'altes poemes i dibuixos animats de dissidents. Entre els autors de la revista hi havia també noms famosos, com ara Aleksandr Kuprín, Fiódor Sologub o Nadejda Teffi. A causa de les seves publicacions incòmodes, Txukovski va ser detingut després de la quarta edició de la revista i fou portat a judici per insultar el tsar, però mercès a la defensa del famós advocat Oscar Gruzenberg va ser absolt i només va estar sota arrest durant 9 dies.
En 1906 Txukovski va arribar a la llavors ciutat finlandesa de Kuokkala (ara Répino, districte de Kurortni (Sant Petersburg), on hi va viure durant uns deu anys i durant aquest temps, entre altres coses, va fer amistat amb el famós pintor Ilià Repin i l'escriptor Vladímir Korolenko. D'aquest període són les traduccions de Txukovski de l'obra de Walt Whitman. D'altra banda, Txukovski va començar a interessar-se pel llenguatge infantil i per escriure llibres per a nens. El 1916 va escriure el seu primer conte, titulat "El cocodril", i es va fer càrrec, el mateix any i per invitació de Maksim Gorki, del departament de publicacions infantils de l'editorial Parus. A partir d'una combinació de les paraules "Txhukovski" i "Kuokkala" Ilià Repin inventà "Txukokkala", que fou el nom d'un almanac humorístic manuscrit que Kornei Txukovski portaria sempre al damunt fins als últims dies de la seva vida.

## Últims anys i obres

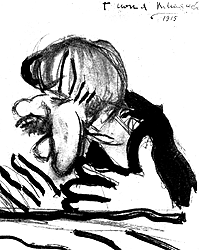
Caricatura de Kornei Txukovski feta per Vladímir Maiakovski

Va ser en aquest període quan Txukovski va produir els seus primers contes infantils. Tal com assenyala l'edició del 2004 de l'Encyclopædia Britannica, "els seus ritmes de rellotgeria i l'aire de malícia i lleugeresa en efecte dissipaven la pesadesa perseverant que havia caracteritzat la poesia infantil a l'època prerevolucionària." Posteriorment, els seus contes van ser adaptats per al teatre i per a pel·lícules de dibuixos animats, amb Txukovski com un dels seus col·laboradors. Serguei Prokófiev i altres compositors, fins i tot van adaptar alguns dels seus poemes per a òpera i ballet. Les seves obres eren populars entre els nens emigrats, com ho testimonia la carta de cortesia de Vladímir Nabokov a Txukovski.
Durant el període soviètic, Txukovski edità les obres completes de Nikolai Nekràssov i publicà De dos a cinc anys (rus: От двух до пяти, Ot dvukh do piatí, 1933), una guia en què va detallar les seves impressions i observacions de comportament lingüístic dels nens. Com els seus inestimables diaris donen fe, Txukovski utilitzà la seva popularitat per ajudar els autors perseguits pel règim, inclosos, entre d'altres, Anna Akhmàtova, Mikhaïl Zósxenko, Aleksandr Gàlitx i Aleksandr Soljenitsin. Fou l'únic escriptor soviètic que va felicitar oficialment Borís Pasternak quan aquest últim va guanyar el Premi Nobel de Literatura. La seva filla, Lídia Txukóvskaia, és recordada com una notable escriptora, autora de memòries, filòloga i assistenta i secretària de la poetessa Anna Akhmàtova. El fill de Txukovski, Nikolai, fou un escriptor militar, el seu altre fill, Borís, va perdre la vida mentre servia a l'exèrcit durant la Segona Guerra Mundial, i la seva filla Maria va morir en la seva infància de tuberculosi.
En un moment donat els seus escrits per a nens van ser objecte de severes crítiques. Nadejda Krúpskaia va ser un iniciador d'aquesta campanya, però la crítica també va venir també de l'escriptora infantil Àgnia Bartó.
A partir de la dècada de 1930, Txukovski va viure al poble de Peredélkino prop de Moscou, on ara està enterrat.
Pels seus treballs sobre la vida de Nekràssov se li va concedir el títol de Doctor en Ciències Filològiques. També va rebre el Premi Lenin el 1962 pel seu llibre, La mestria de Nekràssov (rus: Мастерство Некрасова, Masterstvó Nekràssova) i un doctorat honorari per la Universitat d'Oxford el 1962.
Txukovski va morir el 28 d'octubre de 1969, a causa del virus de l'hepatitis. A la datxa de Peredélkino, on l'escriptor va viure la major part de la seva vida, ara s'hi troba un museu .

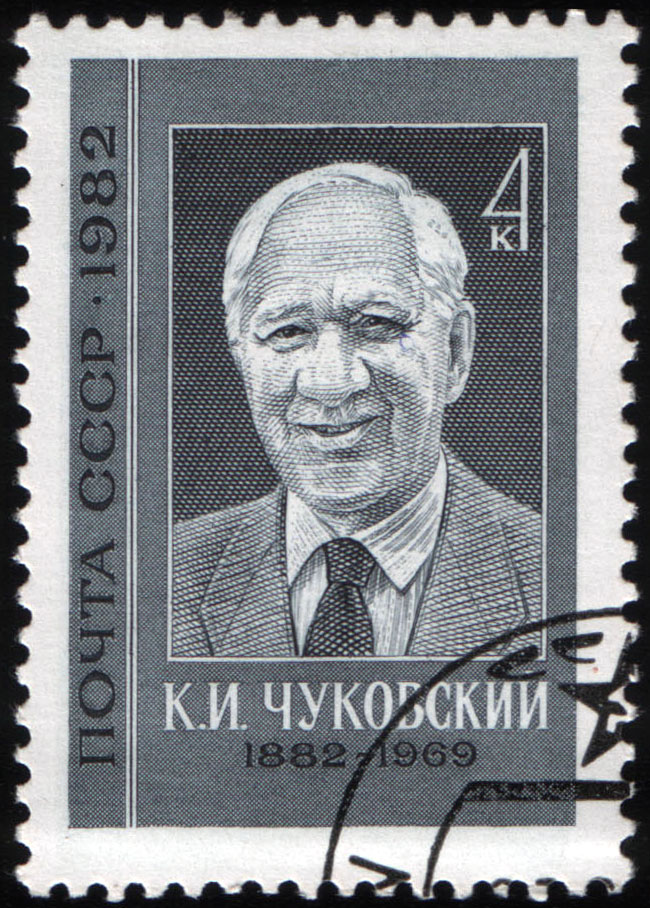
Un segell postal soviètic en honor de Kornei Txukovski